# Jakubov u Moravských Budějovic
Jakubov u Moravských Budějovic (en allemand : Jakobau) est une commune du district de Třebíč, dans la région de Vysočina, en République tchèque. Sa population s'élevait à 647 habitants en 2020.

## Géographie
Jakubov u Moravských Budějovic se trouve à 5 km au nord-ouest de Moravské Budějovice, à 18 km au sud-ouest de Třebíč, à 38 km au sud-sud-est de Jihlava et à 147 km au sud-est de Prague.
La commune est limitée par Lesonice et Dolní Lažany au nord, par Vícenice et Lukov à l'est, par Litohoř et Domamil au sud et par Martínkov à l'ouest.

## Histoire
La première trace écrite de la localité date du milieu du XIVe siècle.

## Transports
Par la route, Jakubov u Moravských Budějovic se trouve à 5,7 km de Moravské Budějovice, à 24,5 km de Třebíč, à 40 km de Jihlava et à 161 km de Prague.